# ファーレンバッハ
ファーレンバッハ (ドイツ語: Fahrenbach) は、ドイツ連邦共和国バーデン＝ヴュルテンベルク州ネッカー＝オーデンヴァルト郡に属す町村（以下、本項では便宜上「町」と記述する）。モースバッハの北約9kmのオーデンヴァルト南端に位置する。

## 地理
町域は、標高249 – 520mの雑色砂岩のオーデンヴァルトに位置し、ネッカー＝オーデンヴァルト自然公園に含まれる。ファーレンバッハは、また、ユネスコのベルクシュトラーセ＝オーデンヴァルト・ジオパークの参加自治体でもある。

### 自治体の構成
この自治体は、ファーレンバッハ、ローベルン、トリエンツの3地区からなる。

## 歴史
ファーレンバッハは、1306年に初めて文献上の記録に遺る。初めはヒルシュホルン家の所領であったが、曲折の末、最終的にはプファルツ選帝侯領となり、オーバーアムト・モースバッハに属した（オーバーアムトは、当時の地方行政区分）。1803年、帝国代表者会議主要決議に基づく陪臣化の枠組みの中で、ライニンゲン侯領となった。ナポレオン時代のライン同盟によりこれが廃止され、ファーレンバッハはバーデン大公領となった。1975年1月1日にトリエンツおよびローベルンと合併した。

### 地区

#### ローベルン
ローベルンは、813年に初めて文献に登場する。初めはツヴィンゲンベルク家に属し、後にヒルシュホルン家領となり、これ以後はファーレンバッハと同じ道をたどった。

#### トリエンツ
トリエンツは、1395年のアモールバッハ修道院土地台帳に初めて登場する。

### 宗教
16世紀にヒルシュホルン家により宗教改革がもたらされて以降、住民の信仰は、領主の信仰に合わせて何度も変化した。現在この町には、プロテスタントとカトリック、それぞれの教会組織が存在している。

## 行政
この町は、1976年から、リムバッハと行政共同体を形成している。

### 議会
この町の議会は15人の議員からなる。

### 紋章
金地で基部に緑の三峰の山。その上に扁平なピラミッド型の屋根を頂く赤い塔。バルコニーと4つの窓（上階に2つ、下階に2つ）がある。この紋章は、リーメスの見張り塔を描いたものである。ローマ時代の国境ネッカー＝オーデンヴァルト・リーメスがローベルンの真ん中を通り、トリエンツの間近を延びていた。

### 友好都市
- ハイリゲングラーベ（ドイツ、ブランデンブルク州）

## 経済と社会資本

### 交通
モースバッハからムーダウへの狭軌鉄道は、1973年に廃止された。路線後は、遊歩道に利用されている。

## 文化と見所
ローマ時代のオーデンヴァルト・リーメスの小要塞ローベルンと小要塞トリエンツおよびその周辺遺跡。
カトリック教会の聖ヤコブス教会。
1830年に建設されたヴァインブレンナー様式のプロテスタント教会。この建築は、バーデン地方における最も優れた古典主義様式の教会に数えられる。赤みがかった砂岩の構築や、列柱玄関が魅力的である。教会等の替わりに、長堂の前方に屋上小楼が設けられている。入り口側の、列柱玄関、長堂、屋上小楼の3つの三角屋根が典型的な古典主義の特徴を示している。（写真は、 Bild:Fahrenbach - Kirche im Weinbrenner-Stil.jpg参照）

## 人物

### 出身者
- ハンス・フォン・ベーレプシュ（1850年 – 1915年）鳥類学者
- ハインツ・カッペス（1893年 – 1988年）牧師、クエーカー、宗教社会主義者

## 引用
1. ↑  Statistisches Landesamt Baden-Württemberg – Bevölkerung nach Nationalität und Geschlecht am 31. Dezember 2023 (CSV-Datei)